# Şalom
Şalom su židovske tjedne novine koje se od 1947. izdaju u Istanbulu. Naziv im predstavlja turski ispis hebrejske riječi šalom. Osnivač je bio židovsko-turski novinar Avram Leyon. Osim jedne strane na ladino jeziku, list se u potpunosti tiska na turskom. Glavni urednik je İvo Molinas. Odgovorni urednik je Yakup Barokas. Naklada iznosi preko 5.000 primjeraka.

## Vanjske poveznice
- Şalom[neaktivna poveznica] (tur.)
- Şalom  Arhivirana inačica izvorne stranice od 11. prosinca 2008. (Wayback Machine) (ladino jezik)